# Miquel Obiols
Miquel Obiols Prat (Roda de Ter, Barcelona, 1945 - Barcelona, 27 de octubre de 2024) fue un escritor y guionista español en lengua catalana. Buena parte de su obra se enmarca en el ámbito de la literatura infantil y juvenil.

## Trayectoria
En ¡Ay, Filomena, Filomena! y otros cuentos, con algunos títulos muy rodarianos, utiliza caligramas, juegos onomatopéyicos, textos surrealistas, el nonsense, con reminiscencias del movimiento OULIPO de Raymond Queneau; aunque también se pueden encontrar homenajes a Ramón Gómez de la Serna y a Antoniorrobles. El misterio de Buster Keaton juega con las estructuras narrativas, creando textos incompletos y caligramas. En Datrebil. 7 cuentos y 1 espejo (una de las cien mejores obras del siglo XX español, según la Fundación Germán Sánchez Ruipérez) llega a incluir un texto impreso al revés, que sólo puede descifrarse ante un espejo, y textos desordenados como las piezas de un rompecabezas que el lector debe lograr reconstruir. El libro de las M'Alicias, ilustrado por Miguel Calatayud, es una curiosa y divertida reescritura del personaje de Alicia en el País de las Maravillas. Obiols suele jugar con la lengua, considerando el propio lenguaje como vehículo de expresión y también como materia plástica y creativa.
Algunas de sus obras se han adaptado al teatro, particularmente A l'inrevés, convertida por Dagoll Dagom en Nit de Sant Joan.
Para la televisión crea, dirige y escribe los guiones de programas como Terra d’escudella, Planeta imaginario o Pinnic, en TVE Cataluña; y P+o-xo: en Canal+, entre otros. Eso le lleva a colaborar con muchos grupos de teatro (La Cubana, La Fura dels Baus, Els Aquilinos, La Fira Fantástica, Vol-Ras, Zotal, Bufaplanetes, Joglars, Comediants, La Claca, etc.). Obiols inventa el gallifante, personaje medio gallina medio elefante, “una palabra-maletín” que se transporta más fácilmente según Lewis Carroll. El gallifante se convierte en moneda de cambio del programa Juego de niños, que Obiols adapta y dirige durante cinco temporadas. En la productora Diagonaltv crea proyectos y nuevos formatos. Tiene obra traducida a diversos idiomas.

## Obras
- Ai, Filomena, Filomena! i altres contes, 1977, 2012.
- El misteri de Buster Keaton, 1980.
- Tatrebill en contes uns (Datrebil. 7 cuentos y 1 espejo), 1980.
- Habitants de Bubo-Bubo, 1982.
- King-què. Lectures 5è, 1984.
- El tigre de Mary Plexiglàs, 1987.
- Quin dia més gggrrr...!, 1988.
- Minimals, 1988.
- Libro de las M'Alicias, 1990.
- 77 Histèries, 1990.
- Iris (7 volúmenes), 1991.
- El quadre més bonic del món, 2001.
- A auga está enferma, 2002.
- 55 taques & gargots, 2002.
- Llibre de les M’Alícies, 2009.
- He tornat a jugar amb la mare i se m’ha espatllat, 2010.
- No hi cabem dues vegades, en aquest món, 2016.

## Premios
- 1978 - Premio de la Crítica Serra d'Or: Ai, Filomena, Filomena!.
- 1981 - Premio Josep M. Folch i Torres: Habitants de Bubo-Bubo.
- 1986 - Premio Joaquim Ruyra: El tigre de Mary Plexiglàs.
- 1986 - Premio de la Crítica Serra d'Or: El tigre de Mary Plexiglàs.
- 1988 - Premio Generalidad de Cataluña: El tigre de Mary Plexiglàs.
- 1992 - Premio Critici in Erba (Bologna, Italia): Iris (7 libros).

## Televisión
- 1978 - Premio Ondas: Terra d'escudella (1977-1978).
- 1983 - Premio Ciutat de Barcelona: El planeta imaginario (1983-1985).
- Juego de niños (1988-1992).
- 1993 - Pinnic (1992-1994): Premio Ondas Internacional y Antena de Oro Bulgaria.
- 1994 - Pinnic: Medalla de Bronce Festival New York.
- 1997 - Selección INPUT Nantes: P+o-xo: (1995-1999).
- 2007 - Premio GAC al mejor guion de documental de televisión y cine: Miquel Bauçà, poeta invisible.